# Pseudothamnurgus
Pseudothamnurgus är ett släkte av skalbaggar. Pseudothamnurgus ingår i familjen vivlar.
Kladogram enligt Catalogue of Life:
| Pseudothamnurgus | \| \| Pseudothamnurgus elegans \| \| \| \| \| \| Pseudothamnurgus mediterraneus \| \| \| \| \| \| Pseudothamnurgus praeruptus \| \| \| \| \| \| Pseudothamnurgus rossicus \| \| \| \| \| \| Pseudothamnurgus scrutator \| \| \| \| |
|                  | \| \| Pseudothamnurgus elegans \| \| \| \| \| \| Pseudothamnurgus mediterraneus \| \| \| \| \| \| Pseudothamnurgus praeruptus \| \| \| \| \| \| Pseudothamnurgus rossicus \| \| \| \| \| \| Pseudothamnurgus scrutator \| \| \| \| |
|                  | Pseudothamnurgus elegans |
|                  | |
|                  | Pseudothamnurgus mediterraneus |
|                  | |
|                  | Pseudothamnurgus praeruptus |
|                  | |
|                  | Pseudothamnurgus rossicus |
|                  | |
|                  | Pseudothamnurgus scrutator |
|                  | |